# FC Montlouis
El FC Montlouis es un equipo de fútbol de Francia que juega en el Championnat National 2, la cuarta división nacional.

## Historia
Fue fundado en el año 1925 en la ciudad de Cholet como la sección de fútbol del AS Montlouis Sur Loire y cuenta con equipos en 16 categorías de fútbol hasta veteranos.
En la temporada 2024/25 el club ganó el Grupo F del Championnat National 3 y por primera vez logra el ascenso al Championnat National 2.